# Luca Chiumento
Luca Chiumento (Padua, 19 de noviembre de 1997) es un deportista italiano que compite en remo.
Participó en los Juegos Olímpicos de París 2024, obteniendo una medalla de plata en la prueba de cuatro scull.
Ganó dos medallas en el Campeonato Mundial de Remo, en los años 2022 y 2023, y cuatro medallas en el Campeonato Europeo de Remo entre los años 2020 y 2024.
Además, obtuvo una medalla de plata en el Campeonato Mundial de Remo de Mar de 2021.

## Palmarés internacional
| Juegos Olímpicos   | Juegos Olímpicos         | Juegos Olímpicos  | Juegos Olímpicos |
| Año                | Lugar                    | Medalla           | Prueba           |
| ------------------ | ------------------------ | ----------------- | ---------------- |
| 2024               | París (Francia)          | Medalla de plata  | Cuatro scull     |
| Campeonato Mundial |                          |                   |                  |
| Año                | Lugar                    | Medalla           | Prueba           |
| 2022               | Račice (República Checa) | Medalla de bronce | Cuatro scull     |
| 2023               | Belgrado (Serbia)        | Medalla de plata  | Cuatro scull     |
| Campeonato Europeo |                          |                   |                  |
| Año                | Lugar                    | Medalla           | Prueba           |
| 2020               | Poznań (Polonia)         | Medalla de plata  | Cuatro scull     |
| 2022               | Múnich (Alemania)        | Medalla de oro    | Cuatro scull     |
| 2023               | Bled (Eslovenia)         | Medalla de bronce | Cuatro scull     |
| 2024               | Szeged (Hungría)         | Medalla de oro    | Cuatro scull     |